# Gualtiero Bassetti
Gualtiero Bassetti (Popolano di Marradi, 7 april 1942) is een Italiaans geestelijke en een kardinaal van de Rooms-Katholieke Kerk.

## Levensloop
Bassetti werd in 1966 priester gewijd door Ermenegildo Florit, aartsbisschop van Florence. Hij werd vervolgens kapelaan van de San Salvi in Florence. In 1968 werd hij docent aan het kleinseminarie aldaar, waar hij zich vooral bezighield met pastorale roepingen. In 1972 werd hij rector van het kleinseminarie. In 1979 benoemde kardinaal Giovanni Benelli hem tot rector van het grootseminarie in Florence.
Paus Johannes Paulus II benoemde Bassetti op 9 juli 1994 tot bisschop van Massa Marittima-Piombino; zijn bisschopswijding vond plaats op 8 september 1994. In 1998 werd hij overgeplaatst naar het bisdom Arezzo-Cortona-Sansepolcro. Paus Benedictus XVI benoemde hem in 2009 tot aartsbisschop van het metropolitane aartsbisdom Perugia-Città della Pieve.
Bassetti werd tijdens het consistorie van 22 februari 2014 kardinaal gecreëerd.  Hij kreeg de rang van kardinaal-priester. Zijn titelkerk werd de Santa Cecilia in Trastevere.
Van 2017 tot 2022 was Bassetti voorzitter van de Italiaanse Bisschoppenconferentie.
Op 7 april 2022 verloor Bassetti - in verband met het bereiken van de 80-jarige leeftijd - het recht om deel te nemen aan een toekomstig conclaaf. Op 27 mei 2022 ging hij met emeritaat.
- Gemeinsame Normdatei: 1118762622
- Istituto Centrale per il Catalogo Unico: CFIV183954
- Système universitaire de documentation: 126839697
- Virtual International Authority File: 213261909
- WorldCat: E39PBJxRB6krVDVbfkKp8xqPcP